# Лазар Христов (ВМРО)
Вижте пояснителната страница за други личности с името Лазар Христов.
Лазар Христов Коцев е български революционер, деец на Вътрешната македонска революционна организация.

## Биография
Лазар Христов е роден в гевгелийското село Габрово, тогава в Османската империя, днес в Северна Македония.
Участва в Първата световна война като ефрейтор в Единадесета пехотна македонска дивизия. Награден е с орден „За храброст“, IV степен.
След войната се присъединява към възстановената ВМРО.
През 1926 година е в Западна Македония с чета в състав Петър Трайков, Никола Гушлев, Петър Ангелов и Коста Бичинов, но при изтеглянето си в Албания са задържани от албанските власти.
След разкола във ВМРО след убийството на Александър Протогеров от 1928 година Лазар Христов е на страната на протогеровистите. Участва в протогеровистката експедиция към Петрички окръг.